# Herrenhaus Weißenschirmbach
Das Herrenhaus Weißenschirmbach ist ein denkmalgeschütztes Bauwerk im Ortsteil Weißenschirmbach der Stadt Querfurt in Sachsen-Anhalt. Im örtlichen Denkmalverzeichnis ist es unter der Erfassungsnummer 094 50443 als Baudenkmal verzeichnet.
Das Herrenhaus in der Borngasse 18 in Weißenschirmbach ist mit seinen beiden Etagen und den zwei Dachgaubenreihen  recht stattlich. Für ein Herrenhaus eher unüblich ist der bis heute (Stand 2017) erhalten gebliebene Aborterker, da ein solcher eher bei mittelalterlichen Wehrbauten vorkam. Bei Renovierungsarbeiten wurde ein innenliegender Brunnen mit 2,50 m Durchmesser und eine mittelalterliche Schwarzküche entdeckt.